# 阿里郎组合
阿里郎组合，中国男子音乐组合，以改编朝鲜族民歌“阿里郎”而成名。该组合在韩国、日本也有很多的歌迷。
2003年，阿里郎组合先后成为联合国儿童基金会“救助儿童公益行动会”大使和中华人民共和国环境保护基金会大使。

## 成员
- 金泽男
- 金润吉
- 张晋佑
- 权赫
- 郑海龙

## 专辑
- 《阿里郎》
- 《Arirangvol.1》
- 《情侣酒吧》
- 《ImSorry!成人仪式三部曲》
- 《再次爱上你》
- 《出人头地》

## 单曲
- 《隔壁泰山》（2018年）

## 获奖记录
- 中央电视台第十届全国青年歌手电视大奖赛专业组特别大奖--“观众最喜爱歌手奖”
- 中央电视台第十届全国青年歌手电视大奖赛--“专业组通俗唱法银奖”
- 第六届CCTV-MTV音乐盛典“最受欢迎组合奖”
- 2003年第四届中国金唱片奖--“最佳组合奖”
- 2003香港TVB8金曲榜--“内地最佳组合奖”
- 十一届中国歌曲排行榜--“未来主人翁奖”